# Jacob Burckhardt
Jacob Burckhardt   (Basilea, 25 de maig de 1818 - Basilea, 8 d'agost de 1897) fou un historiador suís d'art i cultura.

## Biografia
Va néixer a Basilea, en família acomodada; va ser educat a Neuchâtel, i fins a 1839 va estudiar teologia protestant. El 1838 va fer el seu primer viatge a Itàlia i també va publicar els seus primers articles importants:  Bemerkungen über Schweizerische Kathedralen  («Observacions sobre les catedrals suïsses»). El 1839 es va traslladar a la Universitat de Berlín, on va estudiar fins a 1843, encara que va passar part de 1841 a Bonn, on va ser pupil de Franz Kugler, historiador d'art, a qui li va dedicar el seu primer llibre:  Die Kunstwerke der belgischen Städte ' '(' 'les obres d'art de les ciutats belgues' ') (1842).
Va ser professor d'Història a la Universitat de Basilea (1845-1847, 1849-1855 i 1858-1893) i a l'Institut Politècnic Federal de Zuric (1855-1858). Basilea tenia una universitat molt petita, amb 27 alumnes, però com a professors hi havia W. Dilthey, Johann Jakob Bachofen i Friedrich Nietzsche. Burckhardt tenia tres alumnes, un d'ells era el propi Nietzsche.
Va criticar a l'anomenada cultura industrial i va ser contrari a les tendències idealistes i historicistes en voga en el món acadèmic durant la seva època. En contraposició a elles va elaborar una teorització historiogràfica a la qual anomenar Kulturgeschichte  («Història de la cultura»)

## Obres
Va ser autor de diverses obres, entre elles  Die Zeit Constantins des Großen  (L'època de Constantí el Gran ) (1853), en la qual efectua una crítica sobre el problema de la mutació esdevinguda entre el període de la civilització grecoromana i la cristiana. La seva obra més transcendent va ser Die Kultur der Renaissance in Italien  (La cultura del Renaixement a Itàlia ) (1860), considerada un model per al tractament de la història de la cultura per l'abundància de plans d'anàlisi que va tenir present.
Entre les seves obres pòstumes, cal fer esment de les Reflexions sobre la història universal i la Història de la cultura grega (editades per primera vegada el 1889 i 1902), obres en les quals la civilització grega és considerada, des d'una perspectiva eurocèntrica, el primer pas en l'esdevenir històric de el desenvolupament de la individualitat i l'espiritualitat humanes. Així mateix, una petita guia d'art per recórrer Itàlia sota el títol  Cicerone .

### Època de Constantí el Gran
Escrit el 1853, tracta el període comprès des de Dioclecià fins a la mort de Constantí I. En comptes de concentrar-se només en la política que va dur a terme aquest emperador, també se centra en altres problemes. Una altra desviació és el tipus de font, a més dels documents, usa l'art i la literatura per il·lustrar la seva història.
A Burckhardt li interessen les èpoques de transició, com aquesta, que és la desaparició del paganisme per l'arribada del cristianisme. Les seves obres són més populars i serà l'autor en què es basaran els historiadors de la segona part de al segle XIX. Amb aquesta obra canvia la perspectiva de la feina de l'historiador. Abans es creia que l'historiador no triava, es dedicava a la Història Política, que era l'important. L'historiador tria els seus temes i ho fa de manera subjectiva, tria uns o altres. Els historiadors abans feien revisions crítiques, però Burckhardt no ho fa perquè això li avorreix, diu que no li compensa la història política, perquè a més no ven. Ell proposa una altra manera de tractar la història, però sense condemnar els altres mètodes.

### El cicerone
En 1855 escriu  El cicerone , llibre que sorgeix dels estius que passava a Itàlia, en els quals es dedica a dibuixar i a estudiar les restes que troba. Fa una mena de guia de viatge amb els seus itineraris. Són tres toms, dividits en arquitectura, escultura i pintura. Així s'arriba a analitzar fins i tot l'estil dòric. Va ser un dels llibres amb més èxit de l'època.

### La cultura de el Renaixement a Itàlia
Die Kultur der Renaissance in Italien, l'obra més transcendental de tota la producció de Burckhardt. Publicat a 1860, aplica el seu mètode a la Itàlia de la Renaissença. L'autor no fa servir documents originals, sinó que recorre als ja utilitzats per altres historiadors, però els aplica a aspectes culturals.
Burckhardt pensa que el més important d'una obra són les preguntes que es realitza l'historiador, la seva manera de preguntar-se. El seu estil és més original. De les sis parts, només la primera és d'història política, però presenta a l'Estat com a obra d'art, no ho planteja a l'estil de Ranke.

### Història de la cultura grega
En la seva última obra  Història de la cultura grega , pòstuma, publicada entre 1898 i 1902 en quatre toms, els especialistes en la Història de Grècia la rebutgen quan és publicada, perquè Burckhardt no és especialista en aquest tema. No obstant això, la resposta de el públic és una altra, ja que va ser un llibre de molt èxit, i després els especialistes l'adopten. És una anècdota de la crisi que afectava ja en aquests moments a la història.
Només el primer tom és d'Història Política  L'Estat i la Nació  sobre l'organització de la polis. El segon tom tracta els temes de la religió i el culte i l'endevinació de el futur. El tercer volum versa sobre les arts figuratives, com a filosofia o poesia, i el quart llibre és l'home grec en el seu desenvolupament temporal, en la qual analitza les estàtues per comprendre el seu ideal de bellesa o la sanitat existent en aquesta època.

## Historiografia
Burckhardt és un dissident, però en un sentit relatiu, i no tan trencador com ho va ser Lamprecht. Li ofereixen la càtedra de Ranke i la rebutja, la qual cosa va fer que fos un dissident i que no li acceptessin els altres historiadors. Ell només pretenia tenir un lloc per a la seva forma de fer història, però no substituint el mètode historicista.
La visió històrica de Jacob Burckhardt plantejava l'existència predominant de tres grans fonaments que en certa forma determinen els temps històrics, i mitjançant els quals es podria explicar aquesta. L'Estat, la Religió i la Cultura; la relació que s'estableix entre aquests tres grans fonaments és determinant per al desenvolupament dels temps. Això queda ben establert en una de les seves obres principals:  Reflexions sobre la història universal .
Burckhardt no considera essencial el detall, perquè vol tenir una perspectiva més àmplia dels fets històrics i per això realitza en les seves obres d'una perspectiva comparativa.
Hayden White, teòric de la història, afirmava en el seu Metahistoria que el contingut d'un text històric es basa en gran manera en la seva forma. I mostra que així com la història del positivista Ranke està estructurada com una comèdia, la de Burckhardt estaria edificada com una sàtira. Mentre que la tragèdia i la comèdia són sistemes narratius en què hi ha conflicte entre heroi i món, amb el romanç i la sàtira passaria el contrari. En el primer, l'heroi està per sobre de les circumstàncies, supera unes proves que li són imposades. A la sàtira passa el contrari, les forces superen l'heroi, i per això, la narració és irònica, ja que l'heroi no té possibilitat de vèncer. Si s'admet la perspectiva polèmica de White, el pessimisme de Burckhardt li fa escriure així, les condicions històriques poden amb el protagonista, no passa el que ha de passar.
Més recentment, el 2004, Peter Burke -que se situa obertament en la gran tradició de Burckhardt, i parla fins i tot d'un retorn a aquest-, recorda el pes gegantí i la vigència d'una manera d'abordar la història de l'alta cultura, mostrant les seves ramificacions a la fi de el segle xx.

## L'Estat i la Religió
Per a ell l'Estat és derivat de vida cultural i econòmica i es concep com un component que expressa la set humana de poder. Burckhardt està influenciat per Schopenhauer, el pessimisme reprèn. En particular, dona l'exemple de Grècia, explicant com les ciutats es desgarrarían entre si, fins al punt de l'aniquilació, recorrent a les massacres o les deportacions de classes senceres. Burckhardt s'oposa explícitament a Rousseau, a qui considera ingenu: l'estat és un instrument de violència, que es transforma en força i llei mitjançant discursos de legitimació, com la religió. La propensió de l'estat a seguir sol el seu interès s'expressa en particular mitjançant l'estandardització de la pensada; l'estat és de fet un factor d'immobilitat, i les expressions d'individualitat, generalment transmeses per la cultura (que és l'element inestable de les civilitzacions) són perilloses per a ell. Aquesta estandardització, l'observa Burckhardt en el món modern, en el fet que l'estat paga als homes perquè els s'instrueixin, i que, per tant, estan subjectes a ell, com Schopenhauer havia assenyalat en el seu  Parerga i Paralipomena .
A més d'aquest pensament únic engendrat per l'omnipotència de l'Estat sobre la cultura, la seva tendència és naturalment totalitària. Burckhardt no fa servir aquest terme, però descriu com l'Estat modern es converteix en un estat policial que ha de governar de manera coercitiva totes les àrees de la societat, abandonant el seu paper polític principal: el comerç, igualtat de drets, sanitat, seguretat, etc.
Així, per Burckhardt, la intromissió de l'Estat en àrees que no estan necessàriament vinculades a ell és el resultat predictible del capitalisme modern, que s'ha convertit en l'única norma de l'existència humana. En el passat els homes tenien una vida que viure, recentment es tracta d'administrar una empresa, així com de les demandes socialistes i els drets humans. En conseqüència, és d'esperar que la desigualtat de drets es restauri algun dia, perquè la igualtat ha més o menys en la llei només pel suport d'aquesta violència legitimada que és l'Estat, és a dir dir que la igualtat no és pas una etapa superior en la història de la humanitat, sinó un estat que resulta de diverses combinacions de forces. Quan aquest poder conservador de l'estat es combina amb la religió, està fet de pensament i art, Burckhardt dona l'exemple d'Egipte, però la ciència encara pot florir sota certes condicions.
La religió, un altre element essencial, és la base de tota societat i de tot art. Aquest és la primera baula que permet l'estabilitat social. Així, a l'igual que l'Estat, la religió contribueix a l'estabilitat de la vida humana. Però Burckhardt distingeix diversos tipus de religions; d'una manera essencial, distingeix la religió monoteista i la religió politeista. En particular, es dirigeix a l'Islam, que creu que és una forma espiritual molt pobre que fomenta el fanatisme i la brutalitat. Utilitza el mateix tipus d'anàlisi per al judaisme, que difereix del cristianisme en particular pel seu caràcter nacional. Les religions politeistes són per a ell d'una naturalesa completament diferent. En primer lloc, no totes tenen un clergat, una tirania de l'esperit per excel·lència. I és aquesta absència de clergat el que li explica la increïble abundància de el pensament grec: a Grècia, diu, en una fórmula assenyalada per Nietzsche (fragments pòstums, tardor de 1869), les creences s'abandonen, permetent que la filosofia i la ciència es desenvolupin amb gran llibertat.

## Sobre Burckhardt
Roma, via Quattro Fontane: placa commemorativa de Burckhardt en el centenari de la seva mort.
Hi ha centenars d'escrits que fan referència a J. Burckhardt. Per descomptat hi ha la biografia, ja clàssica, de Werner Kaegi, en alemany i sense traducció a altres idiomes.
Per Alfonso Reyes seva obra és una de les més suggestives de segle xix, que ell va cobrir amb la seva vida.
Després de la recuperació de Friedrich Nietzsche, realitzada entre 1960-1970, s'ha tornat a valorar de prop el pes de Burckhardt en la cultura alemanya de segle xix, més enllà de la seva valuosa correspondència entre tots dos des de 1874 fins a l'any de la catàstrofe de Nietzsche en 1889.
Entre les monografies recents, sobresurt l'obra de L. Gossmann  Basel in the Age of Burckhardt , Oxford University Press, 2000.